# タイプキャスト
タイプキャスト (Type Cast)
- 演劇用語のひとつ。俳優がある役で人気を博した場合、以後の別作品でも似た役をあてがわれるといった、演技イメージの固定化による類型的なキャスティングをいう。
- アメリカ合衆国の競走馬。本項で詳述。

タイプキャスト (Typecast) はアメリカ合衆国生産の競走馬、繁殖牝馬。競走馬時代に重賞競走を7勝、 1972年度のアメリカ最優秀古牝馬に選出されている。その引退後に繁殖牝馬として日本に輸出され、天皇賞優勝牝馬プリテイキャストなどを産んだ。

## 経歴
競走馬時代は牝馬ながら57戦を消化した非常に頑健な馬であり、初めて重賞に優勝したのは5歳の末、最優秀古牝馬受賞は6歳の時という遅咲きの名馬であった。牡牝の路線が明確に分けられたアメリカ競馬において、ハリウッドインビテーショナルターフハンデキャップ、引退レースのマンノウォーステークスで牡馬を破って優勝するなど性別を超えた活躍を見せており、競走生活の終盤には芝路線のトップホースの一角であった。人気も非常に高く、6歳夏には2歳年下の牝馬コンヴィニアンス (Convenience) とのマッチレースを経験（頭差で敗戦）している。
名実共に史上屈指の牝馬の1頭であったが、アメリカで繁殖生活を送ることはなかった。競走馬引退の1ヶ月後、タイプキャストを所有するウェスタリースタッドファーム代表・フレッチャー・ジョーンズが飛行機事故により死去し、同場の閉鎖が決定。その全所有馬が売りに出された。売却用に開催されたセールにはタイプキャストも出品され、それを聞きつけて日本から参加していた吉田重雄に落札された。落札額72万5000ドル（約2億2500万円）は、繁殖牝馬に対する価格としては当時の史上最高額だった。年度表彰を受けるほどの一流牝馬が日本に輸入されたことは過去に例がなく、この落札は当時の日本競馬界の耳目を集めた。

### 繁殖牝馬として
こうしてタイプキャストは日本の吉田牧場での繋養が決まったが、来日前にアイルランドに渡り、サーアイヴァー （Sir Ivor） との種付けを行う。のちに改めて日本へ輸入され、牡駒タイプアイバーを出産した。同馬は競走馬としては未勝利に終わったが、良血を買われて種牡馬となる。その翌年にカバーラップ二世との間に産んだ牝駒プリテイキャストは、1980年の天皇賞（秋）において歴史的な大逃げを打ち、カツラノハイセイコやホウヨウボーイといった強豪牡馬を抑えて優勝。この年の最優秀5歳以上牝馬に選出され、母娘で米日の最優秀古牝馬となった。
プリテイキャストの活躍により繁殖馬としての名声も確立し、同馬が競走馬を引退し後継牝馬となると、「この馬は世界に還元すべき」という吉田の考えから、1981年、タイプキャストは4頭の産駒を残してアイルランドへと再輸出された。以降、プリテイキャストから連なる牝系子孫に目立った活躍馬は存在しないが、種牡馬となった第3仔・ラッキーキャストの産駒フジヤマケンザンが、1995年の香港国際カップにおいて、日本馬として史上初めて海外のG1級競走（香港G1・国際G2）に優勝する快挙を成し遂げている。

## 競走成績
- 1969年（3歳）- 13戦2勝
- 1970年（4歳）- 17戦6勝
- 1971年（5歳）- 13戦7勝（ラスパルマスステークス）
- 1972年（6歳）- 14戦6勝（サンタモニカハンデキャップ、ロングビーチハンデキャップ、ミレイディハンデキャップ、ハリウッドインビテーショナルターフハンデキャップ、サンセットハンデキャップ、マンノウォーステークス）
  - アメリカ最優秀古牝馬

## 血統表
| タイプキャスト (Typecast)の血統（プリンスキロ系/ Count Fleet3×3=25.00%、Blue Larkspur4×5=9.38%） | タイプキャスト (Typecast)の血統（プリンスキロ系/ Count Fleet3×3=25.00%、Blue Larkspur4×5=9.38%） | タイプキャスト (Typecast)の血統（プリンスキロ系/ Count Fleet3×3=25.00%、Blue Larkspur4×5=9.38%） | （血統表の出典）     | （血統表の出典） |
| 父 Prince John 1953 栗毛 アメリカ                                                                | 父の父Princequillo 1940 栗毛 アイルランド                                                        | Prince Rose                                                                                      | Rose Prince          | Rose Prince      |
| 父 Prince John 1953 栗毛 アメリカ                                                                | 父の父Princequillo 1940 栗毛 アイルランド                                                        | Prince Rose                                                                                      | Indolence            |                  |
| 父 Prince John 1953 栗毛 アメリカ                                                                | 父の父Princequillo 1940 栗毛 アイルランド                                                        | Cosquilla                                                                                        | Papyrus              | Papyrus          |
| 父 Prince John 1953 栗毛 アメリカ                                                                | 父の父Princequillo 1940 栗毛 アイルランド                                                        | Cosquilla                                                                                        | Quick Thought        |                  |
| 父 Prince John 1953 栗毛 アメリカ                                                                | 父の母Boudoir 1938 芦毛 アイルランド                                                             | Count Fleet                                                                                      | Reigh Count          | Reigh Count      |
| 父 Prince John 1953 栗毛 アメリカ                                                                | 父の母Boudoir 1938 芦毛 アイルランド                                                             | Count Fleet                                                                                      | Quickly              |                  |
| 父 Prince John 1953 栗毛 アメリカ                                                                | 父の母Boudoir 1938 芦毛 アイルランド                                                             | Banish Fear                                                                                      | Blue Larkspur        | Blue Larkspur    |
| 父 Prince John 1953 栗毛 アメリカ                                                                | 父の母Boudoir 1938 芦毛 アイルランド                                                             | Banish Fear                                                                                      | Herodiade            |                  |
| 母 Journalette 1959 鹿毛 アメリカ                                                                | 母の父Summer Tan 1952 鹿毛 アメリカ                                                              | Heliopolis                                                                                       | Hyperion             | Hyperion         |
| 母 Journalette 1959 鹿毛 アメリカ                                                                | 母の父Summer Tan 1952 鹿毛 アメリカ                                                              | Heliopolis                                                                                       | Drift                |                  |
| 母 Journalette 1959 鹿毛 アメリカ                                                                | 母の父Summer Tan 1952 鹿毛 アメリカ                                                              | Miss Zibby                                                                                       | Omaha                | Omaha            |
| 母 Journalette 1959 鹿毛 アメリカ                                                                | 母の父Summer Tan 1952 鹿毛 アメリカ                                                              | Miss Zibby                                                                                       | Fairisk              |                  |
| 母 Journalette 1959 鹿毛 アメリカ                                                                | 母の母Manzana 1948 鹿毛 アメリカ                                                                 | Count Fleet                                                                                      | Reigh Count          | Reigh Count      |
| 母 Journalette 1959 鹿毛 アメリカ                                                                | 母の母Manzana 1948 鹿毛 アメリカ                                                                 | Count Fleet                                                                                      | Quickly              |                  |
| 母 Journalette 1959 鹿毛 アメリカ                                                                | 母の母Manzana 1948 鹿毛 アメリカ                                                                 | Durazna                                                                                          | Bull Lea             | Bull Lea         |
| 母 Journalette 1959 鹿毛 アメリカ                                                                | 母の母Manzana 1948 鹿毛 アメリカ                                                                 | Durazna                                                                                          | Myrtlewood F-No.13-c |                  |

半妹ソサエティーコラム（Society Column・父Sir Gaylord）は牝系を広げており、その産駒にアイリッシュセントレジャーなど重賞2勝のリーディングカウンセル (Leading Counsel) 、種牡馬としてブラジルで成功したプレゼントザカラーズ (Present The Colors) などがいる。父は母の父として大きな実績を挙げ、1982年の米リーディングブルードメアサイアー。母はアメリカで2勝を挙げている。